# 錫布魯克 (馬里蘭州)
錫布魯克（英語：Seabrook）是位於美國馬里蘭州佐治王子縣的一個普查規定居民點。

## 人口
根據2020年美國人口普查的數據，錫布魯克的面積為7.97平方千米，當中陸地面積為7.97平方千米，而水域面積為0.00平方千米。當地共有人口19627人，而人口密度為每平方千米2,462.61人。